# Hiro G2H
Hiro G2H (hay Máy bay tấn công trên bộ Hai động cơ Hiro Hải quân Kiểu 95) là một loại máy bay ném bom/trinh sát tầm xa của Nhật Bản trong thập niên 1930, do Quân xưởng Hải quân Hiro thiết kế chế tạo cho Hải quân Đế quốc Nhật Bản.

## Quốc gia sử dụng
Nhật Bản
- Không lực Hải quân Đế quốc Nhật Bản

## Tính năng kỹ chiến thuật (G2H1)
Dữ liệu lấy từ The Illustrated Encyclopedia of Aircraft
Đặc điểm tổng quát
- Kíp lái: 6/7
- Chiều dài: 20.15 m (66 ft 1¼ in)
- Sải cánh: 31.68 m (103 ft 11¼ in)
- Chiều cao: 6.28 m (20 ft 7¼ in)
- Diện tích cánh: 140 m2 (1,507 ft2)
- Trọng lượng rỗng: 7.567 kg (16.682 lb)
- Trọng lượng có tải: 11.000 kg (24.250 lb)
- Powerplant: 2 × Type 94 W-18, 880 kW (1.180 hp) mỗi chiêc

Hiệu suất bay
- Vận tốc cực đại: 245 km/h (152 mph)
- Tầm bay: 1.557 km (967 dặm)
- Trần bay: 5.130 m (16.830 ft)

Vũ khí trang bị
- 5× súng máy 7,7 mm (0.303in)
- 6× quả bom 250kg (551lb) hoặc
- 4× quả bom 400kg (882lb)